# 韦斯利·斯内德
韦斯利·斯内德（荷蘭語：Wesley Sneijder，1984年6月9日—），前荷蘭足球運動員，曾效力皇家馬德里和國際米蘭。世界足壇荷蘭最佳中場之一，司職進攻中場。
他自2003年入選國家隊，為國家隊出戰2004年、2008年、2012年歐洲國家盃；也有出席2006、2010及2014年世界盃。2010年世界盃作為主力為國家隊奪得世界盃亞軍，個人亦得到世界盃銀球獎，同年作為中場核心為國際米蘭奪得意大利足壇僅有的三冠王。
史奈達雖然不算高大，但其腳法細膩，尤其以炮彈式勁射聞名。
斯内德也是極少數曾奪得過四個不同歐洲本土頂級聯賽冠軍的足球員（荷甲、西甲、意甲、土超）。

## 生平

### 阿積士
斯内德乃荷蘭班霸阿積士青訓球員。2002-03年球季，斯内德仍正打阿積士預備組，可是踏入季中一隊傷兵嚴重，尤以中場為甚，其時為作應急，球會決定把斯内德升上一隊。2002年11月，斯内德在荷甲聯賽中首度登場。其時斯内德僅18歲，身材也矮小，但在這季聯賽卻有穩定演出，並展示其遠射能力。而且他是雙槍將，能客串左右兩邊側擊。在效力阿積士期間，斯内德曾贏得2004年荷甲聯賽冠軍。
2005年夏天，隊中主力雲達華治他投，斯内德獲予10號球衣，數年間均是必然正選。雖然曾傳出有球會斟介斯内德，直至2007年夏天，斯内德才離開阿積士，以2700萬歐元轉會費，加盟西班牙超級班霸皇家馬德里。

### 皇家馬德里
斯内德加盟皇馬後，被獲派23號球衣。此號碼之前為英格蘭國腳擁有。而斯内德也不負眾望，迅速融合球隊，在首3場聯賽賽事射入4球，除助球隊贏得開季三連勝外，更於當時高居西甲射手榜榜首。雖然其後入球數字下滑，斯内德已是皇馬的中場重心。
在2008/09球季，隨著巴西球星轉投曼城，斯内德改穿10號球衣。而他之前穿著的23號球衣，新主人是同是荷蘭人的。

### 國際米蘭
2009年6月，皇馬前會長弗洛倫蒂諾·佩雷斯重新上台，出資3億歐元把皇馬重新打造一支全新的銀河艦隊。韦斯利與幾個隊友都成為開裁對象，包括萨维奥拉、海因策、亨特拉尔、范德法特、萨尔加多等等。他本穿著的10號球衣亦改由迪亚拉穿上。原本史奈達已被意甲球會國際米蘭收購，惟史奈達堅持自己仍心繫皇馬，並曾計劃打官司抗議。惟到2009年8月28日，距轉會市場關閉還有4日，斯内德終於妥協，以1500萬歐元身價轉會到意甲球會國際米蘭，簽約四年，披上10號球衣。
在國際米蘭斯内德旋即成為中場核心，第一季就贏得意甲聯賽冠軍。而在2009-10年度歐冠盃，斯内德更協助國際米蘭贏得欧冠冠軍。有趣的是，該屆歐冠盃決賽是在皇馬主場──伯納烏球場進行。
在南非世界盃後，斯内德曾經受曼聯領隊的青睞，但史奈達選擇繼續留守國際米蘭。

### 加拉塔萨雷
2012-13赛季國際米蘭遭遇财政危机，俱乐部决定强行驱逐队内高薪球员，斯内德因為不滿球會提出的降薪條件拒絕續約，致使斯内德被球會「雪藏」。最终于2013年1月20日，斯内德以750万欧元身价加盟土超豪門加拉塔沙雷，合同为期两年半，年薪500万欧元。

### 退役
2019年9月31日，斯內德宣佈退役。

## 國家隊
早於 18 歲，史奈達已被召入荷蘭國家隊。在 2003 年 4 月，於荷甲上陣還不到 10 場比賽的史奈達，意外地獲得當時的荷蘭國家隊教練艾禾卡特的垂青，把他徵召入伍。在2003年11月，2004年歐洲國家盃附加賽次回合比賽中，荷蘭國家隊帶著首回合作客落後蘇格蘭 0-1 的劣勢下出戰，結果荷蘭在次回合成功進行大反擊，史奈達先憑著一記遠射建功，其後又兩度開出罰球，為隊友交出兩高助攻，最終荷蘭以 6-0 大破蘇格蘭，成功取得決賽週的入場券。
此後他已成為國家隊的常客，並入選了2004年歐洲國家盃決賽周的最後名單。歐洲國家盃後，荷蘭國家隊改由前國腳名將雲巴士頓執教，史奈達仍然得到重用，出席了2006年世界盃。雖然國家隊只能打進十六強，史奈達其後仍不斷受其他大球會斟介，最終西班牙的皇家馬德里成為了他投效的新球會。在2008年歐洲國家盃，史奈達更帶領荷蘭國家隊擊敗同組勁旅法國，羅馬尼亞以及06年世界盃盟主意大利，從死亡之組脫穎而出。可惜國家隊在八強賽止步，被俄羅斯擊敗。
2010年南非世界杯史奈達在对阵巴西队的比赛中攻入两球， 率领荷兰队进入决赛，但在决赛中一球负于西班牙队，获得亚军。
2010年是斯内德職業生涯最輝煌的一年，在俱樂部，他作為中場核心為國際米蘭奪得足壇僅有的三冠王；在國家隊作為主力令荷蘭成為世界盃亞軍。斯内德本是夺得2010年世界足球先生呼声最高的人选，谁知在最后评选时竟连前三名都没有进入，并一度引起了较大的争议。
在2012年欧洲足球锦标赛上，荷兰国家队本被看做是夺冠热门球队，结果小组赛三战皆负被淘汰出局，以斯内德、罗本等为首的荷兰核心球员之表现遭到了媒体和球迷的抨击。
2014年世界盃，史奈達再次作為主力入選荷兰国家队，十六強對陣墨西哥射入炮彈式入球助球隊扳平，其後荷兰2:1反勝墨西哥。在半決賽的點球大戰中射失點球，最終荷蘭隊在該次大賽上榮獲季軍。

## 榮譽

### 個人獎項
- 阿積士年度最佳球員 : 2004、2007
- 2010年世界盃銀球獎

### 球會獎項
阿贾克斯
- 荷甲冠軍：2003/04年
- 荷蘭盃冠軍：2006年、2007年
- 告魯夫盾冠軍：2002年、2005年、2006年、2007年

皇家马德里
- 西甲冠軍：2007/08年
- 西班牙超級盃冠軍：2008年

国际米兰
- 歐洲冠軍聯賽冠軍 ：2010年
- 世俱杯冠軍 ：2010年
- 意甲冠軍：2009/10年
- 意大利盃冠軍：2010年、2011年
- 意大利超级杯冠军 ：2010年

加拉塔沙雷
- 土超冠軍：2012/13年
- 土耳其超級盃冠軍：2013年
- 土耳其盃冠軍：2013–14、2014–15、2015–16

- 卡塔爾星盃冠軍：2018–19

### 國家隊
荷蘭
- 世界盃亞軍：2010年
- 世界盃季軍：2014年

## 资料来源
1. ↑   (PDF). Fédération Internationale de Football Association (FIFA): 20.   [8 June 2013]. （原始内容存档 (PDF)于2010-06-16）.
2. ↑  . Official website. Wesley Sneijder.   [13 November 2009]. （原始内容存档于2016-03-03）.
3. ↑  .   [2009-09-26]. （原始内容存档于2009-09-29）.
4. ↑  .   [2009-08-28]. （原始内容存档于2012-10-02）.
5. ↑  Chen Jin Ye. . 轉會市場. 2013年1月22日  [2013-01-22]. （原始内容存档于2020-04-18）.
6. ↑  . 网易体育. 2019年8月13日  [2020年9月21日]. （原始内容存档于2019年9月14日）.

## 外部連結
- 球員官方網站 （页面存档备份，存于）